# 젠보 오토모티브
젠보 오토모티브(영어: Zenvo, 덴마크어: Zenvo Automotive A/S)는 덴마크에 있는 자동차 제조업체이다.
젠보 오토모티브의 이름은 설립자의 이름인 Vollertsen의 앞글자 2자와 뒷글자 3자에서 따왔다.

## 연혁
- 2004년: 회사 설립

## 주요 차종

### 젠보 ST1
2009년부터 2016년까지 생산했던 스포츠카이고, 생산대수는 15대이다.

### 젠보 TS1 GT
2016년 제네바 모터쇼에서 공개되었으며 젠보 ST1과 유사한 섀시 및 바디를 공유하지만 새로운 파워트레인 및 업그레이드된 인테리어로 '그랜드 투어러' 자격과 함께 새 모델 지정을 받았다. 생산대수는 연간 5대이다.